# Acarigua
Acarigua, fundada com San Miguel de Acarigua, és una ciutat veneçolana, capital del Municipi Páez de l'estat Portuguesa.
L'expansió de la seva població la va unir amb la ciutat de Araure.

## Toponímia
El nom Acarigua prové del vocable indígena Hacarygua, donat per les tribus originàries. El nom de San Miguel de Acarigua segueix la tradició de la colònia espanyola de nomenar les viles d'acord amb el santoral en data de la fundació. Coneguda com «La Capital Agroindustrial de Veneçuela» i «Capital de la Plana Veneçolana».

## Símbols

### Bandera
La bandera va ser creada segons Decret Nº. 22 del 29 de setembre de 1998. La del Municipi Páez de l'estat Portuguesa, és de forma rectangular formada pels colors vermell i negre, en franges iguals i horitzontals, el rectangle superior porta una figura o silueta eqüestre color blanc del General en cap; José Antonio Páez, en l'extrem del pal de la franja vermella. Els colors de la bandera tenen els seus respectius significats, el vermell, és la sang vessada pels llibertadors i el color negre és la fertilitat i la frondositat de la terra acarigüana, representació del desenvolupament econòmic.

### Escut
El primer cronista de Acarigua Rafael Rodríguez Heredia, va ser qui es va encarregar de marcar la pauta per a l'escut d'armes, en alguns arxius del Concejo de Páez, apareix que va ser un obsequi als acariguans en el 370 aniversari de la fundació de la ciutat. Segons la interpretació històrica de l'escut, el cacic apareix en porció destra amb macana i fletxa que recorda al cacic Acarigua, qui regia una tribu d'indígenes dels caquetis i cuybes el nom de les quals tribus deriva del vocable aborigen Akare-gua que significa akare: caiman, gua: aigua (caiman de l'aigua) aquests indis eren residents a les terres on està avui la ciutat. Aquest per la seva alta condició de cap apareix en l'escut portant diademes de plomes i vistosos collarets. Al seu torn, La figura que apareix en el cantó sinistre del cap és un tros de fusta coronat per un estel d'or que recorda la suposada aparició de la Verge de l'Escorça (Virgen de la Corteza), venerada a la ciutat i que va ser robada sense que fins ara hagi estat recuperada. D'altra banda, en el cantó sinistre de la punta apareix un cordó franciscà blanc, un barret negre d'amples ales i un pal llaurat en la forma en què els usaven els missioners.

#### Característiques de l'escut d'armes d'Acarigua
- Adorns: Dues branques de cafetó verd carregat de fruits vermells, les extremitats dels quals es creuen darrere de l'escut.
- Recolzadors: Dues fletxes del seu color que es creuen darrere de l'Escut.
- Timbre: La corona mural de plata (blanca) usada en els escuts de les ciutats.
- Lema: En una cinta de color plata (blanca) la data: 29 de setembre de 1620, que és la fundació de la ciutat.

### Himne
Anomenat Cantón de Acarigua, la lletra i música va ser compost pel Llic. Arturo González, orquestrat per Valors Freites i Roberto Zambrano, L'himne Municipal de Páez va ser creat segons Decret Nº. 22 i va entrar en vigència el 29 de setembre de 1998. La lletra del cant a la ciutat s'inspira en l'exemple d'Acarigua en ser un lloc on abunda la creativitat, s'inspira en l'heroi José Antonio Páez creador de la primera constitució nacional.

### Lemes
- Acarigua, Capital Agrícola de Veneçuela
- En Acarigua Portuguesa és Gran
- Acarigua, Capital llanera de Veneçuela
- Acarigua, Metròpolis de la plana
- Acarigua, la ciutat on tot és possible
- Acarigua, és com Nova York

## Geografia

### Localització
Acarigua està situada a la Regió Centro Occidental de Veneçuela, en l'estat Portuguesa. És capital del Municipi Páez. Està emplaçada a 190 msnm d'altitud al peu de muntanya andí-llanero.

### Hidrografia
El principal curs d'aigua ho constitueix el riu Acarigua, que passa per l'oest del municipi i serveix de límit amb el municipi Esteller, a més d'altres cursos d'aigua i canelles, tals com: Caño Durigua, Caño Colorado, Caño Canaguapa, Caño Maratán, Quebrada Paso Real, Quebrada Curpa, Quebrada Cambural, i Quebrada de Araure.

### Orografia
En el límit amb el municipi Esteller, el sòl és profund, de textura mitjana, fertilitat mitjana a alta, ben drenat. Al nord de la parròquia Pimpinela, el sòl és profund, de textura pesant, de fertilitat mitjana a alta. Des del punt de vista taxonòmic, el sòl és: Ustropets, Haplustalfs, Tropaquepts Argilenc.

### Clima
Temperatures i precipitacions

### Riscos Naturals
Els terrenys de l'àrea funcional Acarigua estan privilegiats, ja que aquests ciutat on tot és Possible". Un estudi de part del Col·legi d'Enginyers de Veneçuela va determinar que els terrenys de Acarigua són excel·lents per a grans construccions, és a dir la fermesa dels ejidos permet la consolidació d'alts edificis o enormes centres comercials. Especialment en Acarigua, no existeixen muntanyes o desnivells en els terrenys com a Caracas la qual cosa facilita i economitza la construcció d'obres d'envergadura a la ciutat.

### Fauna
La Thysania agrippina- la papallona més gran del món amb 32cm d'envergadura en ales- és l'animal oficial de la ciutat que a més habita al Parc Curpa i el ABRAE Mittar (Parc Mittar Nakichenovich).

### Flora
El Samán, Samanea saman, és l'arbre emblemàtic de la ciutat de Acarigua.

### Zones protegides
- Parc Musiu Carmelo, Situat al costat del Terminal de Passatgers de Acarigua Araure.
- Parc Mittar Nakichenovich.
- Balneari Sabanetica.
- Balneari el Mamón.
- Balneari Quebrada de Araure, conegut com "El Dique"
- Parc Curpa, Conegut popularment com el parc de José Antonio Páez lloc on abunden arbres frondosos i un riu que voreja l'est de la ciutat; és també immens pulmó natural i referència obligada per tots els acariguans.

## Història
El nom de la ciutat prové de la tribu Gayón Hacarygua que habitava la zona, i al seu torn, el nom d'aquesta tribu prové del vocable indígena "Akaregua" que significa Akare "caiman" -i- gua "aigua", és a dir, "Lloc de Caimans".
Els primers relats sobre el territori de Hacarygua estan assentats en els escrits deixats pel conqueridor alemany Nicolás Federmann qui va arribar al primigeni llogaret indi el 15 de desembre de 1530, de pas als territoris de les planes del sud-oest a la recerca de la Mítica Ciutat del "Daurat".
Des de 1579, existeixen registres fidedignes que a la Vall de Hacarygua es trobaven al voltant de 25 encomanes, ateses per veïns de la Ciutat de Nova Segòvia de Barquisimeto; productores de cacau, blat de moro, cotó i tabac; els fruits del qual eren transportats per mules fins al Port de Nova Zamora de Maracaibo.
Tal era la importància d'aquells llocs, que el bisbe de Veneçuela fra Antonio de Alcega el 1608, de visita a Barquisimeto, va decidit nomenar un sacerdot que complís amb el mandat de pregonar la paraula santa i educar les ànimes sota la seva adreça; aquesta responsabilitat va recaure en el prevere Antonio de Esteves qui romangué en aquest lloc fins a 1615 any en què es retira a Caracas, per ingressar com a monjo en un convent franciscà. En quedar desert el lloc, el bisbe mexicà Juan de Bohórquez, el 24 de setembre de 1615, ho declara vacant i obert a oposició. Per a aquest càrrec apareixeran tres qualificables que van ser, Antonio Luis de Urquiolaegui, Lucas Gomes i Juan Bernardo de Quiroz. Aquest últim serà l'escollit per aptitud per assumir les regnes de la parròquia d'encomanes en aquell lloc.
Amb l'arribada del Governador i Capità General de la província de Veneçuela, Francisco de la Hoz Berrio i Oruña, a la ciutat de Barquisimeto el 1620, no es trigarà molt temps a organitzar una missió pobladora cap a la Vall de Hacarygua. Per a aquesta tasca es va comissionar com a Jutge Poblador al capità Diego Gómez de Salazar, habitant de la ciutat, qui també era posseïdor d'un repartiment en aquella vall. Una vegada seleccionat el lloc de Bocoy, de la Sabana de Choro, com a terreny més propici per a l'emplaçament, es va procurar donar avís als diferents grups d'indis disseminats al voltant del punt seleccionat, que es reunissin en una sola agrupació, per així fundar un nou assentament, de la mà de Francisco de la Hoz Berrio i Oruña, el 29 de setembre de 1620; amb la doctrina del seu fidel sacerdot el toledà Juan Bernardo de Quiroz.

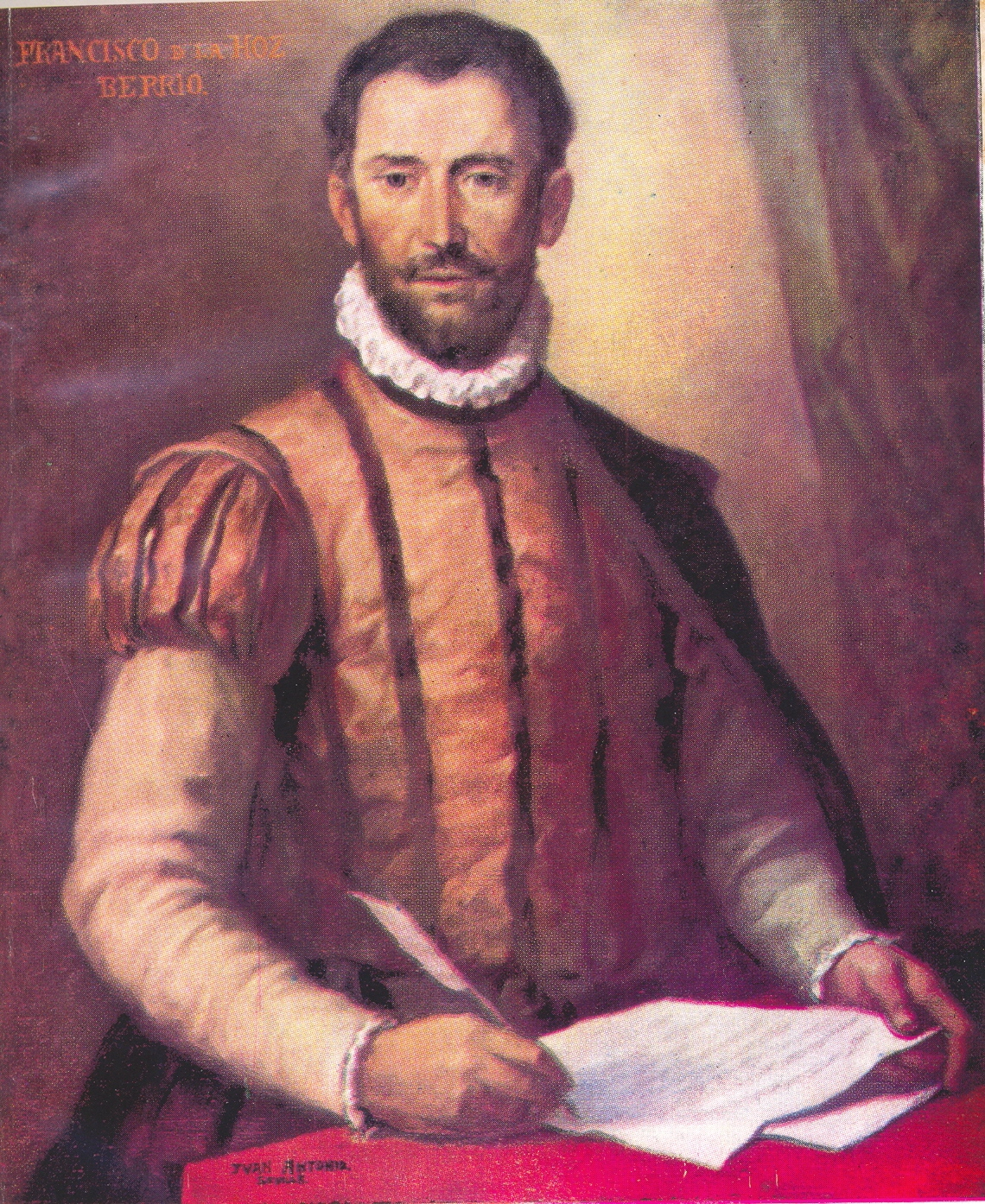
Don Francisco de la Hoz Berrio i Oruña, fundador d'Acarigua

Alguns encomanaires en declaracions fetes en 1625, davant el Bisbe Gonzalo de Angulo asseguren que el mateix governador, va formar part en aquesta jornada de recerca, selecció de les quinze encomanes originals, fundació i organització del poble de San Miguel del Valle de Acarigua.
Van ser els següents, els fundadors amb les seves respectives encomanes:
1. Encomana del capità Diego Gómez de Salazar, amb trenta-set indis.
2. Encomana de Bautista de Torres, disset indis.
3. Encomana de Lorenzo Grimán, amb vuit indis.
4. Encomana de Juan Ramírez de Sigarra, amb set indis.
5. Encomana de Catalina de Torres Vidaurreta, administrada pel seu espòs Francisco Salcedo, amb vint-i-vuit indis.
6. Encomana del capità Damián del Barrio, amb cinquanta-vuit indis.
7. Encomana de Lorenzo Vásquez de Calderón, amb setanta-quatre indis.
8. Encomana de Diego de Montes, amb deu indis.
9. Encomana de José de Suárez, amb trenta-tres indis.
10. Encomana de Francisco de Baias, amb quinze indis.
11. Encomana del capità Baltasar Matías de Almao, amb vuitanta-nou indis.
12. Encomana de María de Méndez, administrada pel seu espòs Juan Cortès de los Rios, amb trenta-quatre indis.
13. Encomana d'Alonso Sánchez Mexías, amb vint indis.
14. Encomana de l'Alferes Hernando Bernardo de Quiroz, amb setanta-vuit indis.
15. Encomana de Gaspar de Olabaso, amb deu indis.
16. Encomana de Mateo Mireles, amb disset indis.
17. Encomana d'Alonso de Chaves, amb set indis.

En el lloc original de la seva fundació, en la convergència dels rius Bocoy i Acarigua romandrà aquest primitiu poble fins a 1625, any en què un atac d'indis hostils, aparentment caribs, farà que es materialitzi la seva primera mudança cap al marge esquerre del riu Acarigua. Finalment en 1687 i a causa de les constants crescudes d'aquest corrent d'aigua que ocasionaven un estat d'humitat perenne, es decideix la mudança al lloc que ocupa fins a la present data, com a ciutat coratjosa en el cor de la plana centre-occidental veneçolana.
El segle xviii i la primera dècada del segle xix, va ser per al poble d'Indis de San Miguel de Acarigua, un període ple de creixement demogràfic, econòmic, i de plets territorials amb els veïns de la contigua Vila de Araure, que va ser fundada com tal l'any de 1696; a causa que aquests últims veien amb ambició, la possibilitat de posseir les terres de cultiu que conreaven els pobladors prop de les Galeres de Araure. És així com interminables controvèrsies jurídiques van ser elevades a la Real Audiència de Santo Domingo i posteriorment a la de Caracas, fallant aquestes sempre a favor dels afectats acariguans.
En 1797, els araurans van decidir apoderar-se de les terres i cultius de la galera, per la qual cosa, el cacic d'Acarigua, i el sacerdot Doctor José María Lluna, apel·laren davant el Capità General de Veneçuela, Pedro de Carbonell Pinto Vigo i Correa, qui els va atorgar en compensació terres sense cultiu a les Sabanes de Maratan, que confinaven amb el poble de Yujure o Turén.
1809, marca l'últim intent d'expulsió, ja que el vicari d'Araure Pbr. Ramón Manuel Tirado, va fer construir a la Sabana de Choro una església rudimentària de bahareque, amb la finalitat que allí es traslladessin els habitants de San Miguel de Acarigua, cosa a la qual s'oposaren novament els pobladors d'aquell lloc.
La Guerra d'Independència, la Guerra Federal, i les successives guerres civils que van assolar a Veneçuela al llarg del segle xix junt a les epidèmies de còlera, febre groga, paludisme, i grip espanyola van fer venir a menys aquesta austera població, desolant-ho pràcticament. Tota aquesta sèrie de calamitats van continuar fins al moment en què va assumir la presidència el General Antonio Guzman Blanco el 1877, qui destina al Cabildo d' Acarigua, recursos i assessoria tècnica que li permetessin edificar un hospital, enllumenat públic amb oli, una séquia, cinc aljubs, un mercat, un escorxador, magatzems, un cementiri allunyat de la ciutat, i major planimetria urbana; evitant d'aquesta forma la proliferació de malalties contagioses.

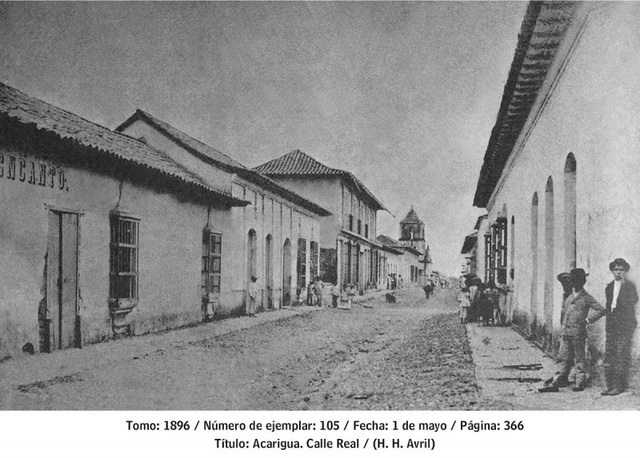
Acarigua, Carrer Real 1896. Revista El Cojo Ilustrado. Caracas 1897

En 1932 es van filmar a Acarigua algunes escenes per a la pel·lícula «Ànima Llanera», dirigida per Amabilis Cordero amb guió de Luis Peraza, llargmetratge que es va estrenar en la inauguració de la casa de la cultura Carlos Gauna el 13 de juny de 1965. Fins a les primeres dècades del segle xx, entre 1909 i 1937-1938, Acarigua va ser la capital de l'estat, la seu de govern del qual se situava a l'actual "Hotel Portuguesa", Avinguda 33. És d'aquesta forma com van arribar els serveis bàsics, l'electricitat, la ràdio i fins al cinema.
A nivell religiós catòlic, Acarigua es va separar, en el 2002, de la diocésis de Guanare, conformant així la nova Diocésis de Acarigua-Araure, amb bisbe i catedral propis.
En la dècada de 1950 la ciutat es va unir a l'àrea urbana de Araure conformant un eix homogeni, amb característiques comunes, però conservant sense majors modificacions la divisió polític-territorial de tots dos municipis, en 1958 va ser una de les principals ciutats que van participar en el moviment cívic-militar que va enderrocar la dictadura del general Marcos Pérez Jiménez.

Acarigua va aconseguir el seu desenvolupament a partir de l'any 1949 amb l'engegada del "Pla Nacional Arrosser", dirigit pel apurenc Saaverio Barbarito Echenique, primer president de la Corporació Veneçolana de Foment. Aquesta ha estat la ciutat que major creixement demogràfic ha tingut després de Port Ordaz en els últims 50 anys. Al passar els anys, Acarigua es va anar desenvolupant i creixent de forma vertiginosa.
Abans de l'arribada del pla arrosser, la principal activitat econòmica a Acarigua era l'explotació de la fusta, és per aquesta raó que àdhuc en la dècada dels 80 s'aconseguien visualitzar al centre de la ciutat grans serradores, de les quals en queden molt poques.

## Demografia
L'àrea metropolitana d'Acarigua té una població de 287.900 habitants. L'expansió de la seva població la va unir en la dècada de 1950 amb la ciutat de Araure, formant una àrea metropolitana que en l'actualitat té 650.000 habitants. Posseeix una de les millors zones industrials del país, a més compta amb 12 universitats, té grans projeccions urbanístiques i d'esplai. La ciutat és considerada com la metròpolis del pla, ja que en aquesta es troba tot el que hi ha a les grans ciutats del país, però a una escala menor.
La ciutat té una superfície de 175 km². Actualment és la segona ciutat més gran de la regió centro-occidental, superada solament per Barquisimeto. Acarigua-Araure és el conglomerat urbanístic més desenvolupada a la regió de la Plana Centro Occidental. A escala nacional, està situada en el lloc número 11 de les ciutats amb major població, fins i tot superant a Barinas.

## Política

### Àrea Metropolitana
La ciutat de Acarigua ocupa la totalitat del municipi Páez i part del municipi Araure, és una ciutat conformada per dos municipis autònoms, de personalitat jurídica dins dels límits de la Constitució i la llei, aquesta ciutat ha evolucionat a una àrea metropolitana que encara no està constituïda en una sola alcaldia o instància pública.

### Alcaldes i alcaldesses
| Període     | Alcalde                | Partit Polític | % de vots | Notes                                                                      |
| ----------- | ---------------------- | -------------- | --------- | -------------------------------------------------------------------------- |
| 1989 - 1992 | Tatiana Delgado de Nen | PCV            | ?         | Primera Alcaldessa sota eleccions directes.                                |
| 1992 - 1995 | Pedro Zapata           | AD             | ?         | -                                                                          |
| 1995 - 2000 | Dimas Salcedo Nadal    | Independent    | ?         | Suspès del seu càrrec per les Megaelecciones del 2000.                     |
| 2000 - 2004 | Douglas Pérez          | MVR            | 29,21     | -                                                                          |
| 2004 - 2008 | Zenaida Linares        | MVR            | 22,64     | -                                                                          |
| 2008 - 2013 | Efrén Pérez Urquiola   | PSUV           | 63,60     | Es posterguen 1 any les eleccions municipals pautades per a finals de 2012 |
| 2013 - 2017 | Efrén Pérez Urquiola   | PSUV           | 67,78     | En el càrrec                                                               |

## Economia
La ciutat de Acarigua és el centre poblacional amb major creixement comercial de la plana veneçolana. La seva economia és principalment agroindustrial. Té indústries processadores d'arròs, blat de moro, sorgo i ajonjolí, oli, sitges, plantes trituradores de cotó, una central sucrera, magatzems i plantes processadores de llet. A Acarigua les indústries han augmentat, especialment en el ram sucrer i de plantes d'arròs.

## Personatges Notables
- José Antonio Páez, militar i prócer de la Independència, quart president de Veneçuela, a la qual va governar en tres ocasions (1830–1835, 1839–1843 i 1861–1863), fundador i primer president de Veneçuela.[1]
- Luis Herrera Campins, advocat i polític, 47.º president de Veneçuela.[1]
- Gonzalo Barrios, advocat i polític, candidat presidencial en 1968.
- Raúl Ramos Calles, neuròleg, membre fundador de l'Organització Mundial de la Salut i la Societat Veneçolana de Psiquiatria.
- Ricardo David Páez, futbolista professional, integrant de la selecció veneçolana de Futbol.
- José Torrealba «El Buda», futbolista professional, integrant de la selecció veneçolana de Futbol.
- Franklin Lucena «Paky», futbolista professional, integrant de la selecció veneçolana de Futbol.
- Thomas Ereú, Voleibolista professional, integrant de la selecció veneçolana de Voleibol.
- Richard Bolívar, Jugador professional de bàsquet.
- Willie Rodríguez, Atleta professional internacional.
- Emmarys Pinto, Miss Intercontinental 2005, model professional.
- Wilmer Valderrama, Actor.
- Karlha Magliocco, Primera pugilista veneçolana i segona dona, a participar i guanyar un combat en la història de la boxa femenina en uns Jocs Olímpics (Londres 2012).
- Joerson Rodríguez, Commemoració esportista infantil de l'any 1990 taekwondo.